# Bitwa w Sundzie (1658)
Bitwa w Sundzie miała miejsce 8 listopada 1658 podczas wojny duńsko-szwedzkiej 1658–1660 toczonej w ramach drugiej wojny północnej w cieśninie Sund, w regionie Oresund, na południe od Kopenhagi, która oblegana była przez armię szwedzką dowodzoną przez króla Szwecji Karola X Gustawa. Była to główna bitwa w wojnie holendersko-szwedzkiej, w której Holendrzy wspierali Duńczyków, by chronić handel bałtycki.
Holendrzy pod wodzą admirała-porucznika Jacoba van Wassenaera Obdama (72-działowym galeonem flagowym „Eendracht” dowodził kapitan Egbert Bartolomeusz Kortenaer), żeglujący na Bałtyk by wesprzeć flotę duńską, mieli 41 okrętów i 1413 dział, podczas gdy Szwedzi dowodzeni przez Carla Gustafa Wrangla mieli 45 okrętów i 1838 dział. Awangardą floty holenderskiej przybyłej z odsieczą Kopenhadze dowodził wiceadmirał Witte de With, natomiast ariergardą dowodził wiceadmirał Pieter Floriszoon. Główne siły, czyli centrum floty holenderskiej, prowadził naczelny wódz Jacob Obdam. Duńska eskadra pod wodzą admirała Bjelke w sile 7 okrętów i 280 dział, mająca wesprzeć Holendrów, nie wzięła udziału w bitwie. Przyczyną były przede wszystkim niekorzystne północne wiatry. Celem floty holenderskiej było uwolnienie Kopenhagi od oblężenia.

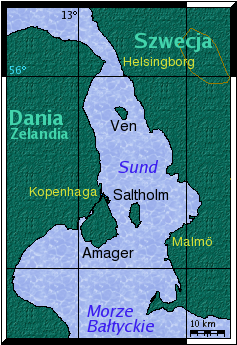
Sund

Szwedzi z miejsca zaatakowali, jednak bez powodzenia, gdyż warunki pogodowe sprzyjały Holendrom. Holendrzy zmusili szwedzką flotę do zakończenia blokady Kopenhagi, co z kolei zmusiło Karola X Gustawa do zakończenia oblężenia.
W bitwie zginął dowodzący awangardą Witte de With. Jego okręt 59-działowy „Brederode” osiadł na mieliźnie i został otoczony przez okręty szwedzkie. Admirał holenderski w czasie walk został ciężko ranny i wzięty do niewoli, gdzie wkrótce zmarł. Na pokładzie okrętu „Jozua” zginął także wiceadmirał Pieter Floriszoon. Holendrzy stracili dwa okręty (wspomniany „Brederode” zatonął, drugi okręt 28-działowa „Breda” został zdobyty przez Szwedów, potem odzyskany przez Holendrów i później znów wpadł w ręce szwedzkie). Szwedzi stracili pięć okrętów – jeden spalony (36-działowy „Leopard”) i 4 zdobyte przez Holendrów (40-działowy „Pelican”, 48-działowy „Morgonstjerna”, 36-działowy „Delmenhorst” oraz 40-działowy „Rose”).